# Waldemar Marton
Waldemar Ksawery Marton (ur. 1932) – polski językoznawca, profesor nauk humanistycznych.

## Życiorys
W 1968 r. obronił pracę doktorską, w 1974 r. habilitował się. W 1982 r. uzyskał tytuł profesora nauk humanistycznych. Został pracownikiem naukowym na Uniwersytecie im. Adama Mickiewicza i w Wyższej Szkole Języków Obcych im. Samuela Bogumiła Lindego w Poznaniu.